# E801
E801 eller Europaväg 801 är en europaväg som går mellan Coimbra i Portugal och Verín i Spanien. Längd 270 km.

## Sträckning
Coimbra - Viseu - Vila Real - Chaves - (gräns Portugal-Spanien) - Verín

## Standard
Vägen är landsväg hela sträckan. 

## Anslutningar till andra europavägar
| - E1 - E80 |  | - E82 - E805 |